# Кубалы
Кубалы (азерб. Qubalı) — село в административно-территориальном округе Удуллу Второе Аджикабульского района Азербайджана.

## Происхождение названия
Название происходит от топонима Куба.

## История
В 1862 году 15 семьями-переселенцами из Кубинского уезда были основаны сёла Кубалыкент, Агабейли и Кубалы-Башир-бек. Сёла получили названия от имён своих владельцев — Ага-бека и Башир-бека. Со временем, разрастаясь, слились в одно.
Село Кубали-Башир-бек в 1886 году согласно административно-территориальному делению Бакинской губернии относилось к Шорбачинскому сельскому обществу Джеватского уезда.
Село Кубалы-Башир-Беклы в 1913 году согласно административно-территориальному делению Бакинской губернии относилось к Удулинскому сельскому обществу Шемахинского уезда.
После реформы административного деления и упразднения уездов в 1929 году был образован Удуллинский сельсовет в Карасуинском районе Азербайджанской ССР. Позже район был упразднён, село вошло в состав Али-Байрамлинского района, но в 1939 году оно было передано в состав Кази-Магомедского района.
4 декабря 1959 года Кази-Магомедский район ликвидирован, а село передано в состав Али-Байрамлинского района.
Согласно административному делению 1961 года село Кубалы входило в Удуллинский сельсовет Али-Байрамлинского района Азербайджанской ССР. В 1963 году Али-Байрамлинский район упразднён, а села Удуллинского сельсовета переданы в состав Шемахинского района.
24 апреля 1990 года село передано в состав новообразованного Аджикабульского района.
В 1999 году в Азербайджане была проведена административная реформа и внутри Удуллинского административно-территориального округа был учреждён Муниципалитет Удуллу Второе Аджикабульского района.
15 мая 2003 года из Удуллинского АТО выделен административно-территориальный округ Удуллу Второе, куда и вошло село.

## География
Через село Кубалы протекает река Пирсаат.
Село находится в 3 км от центра АТО Удуллу Второго, в 46 км от райцентра Аджикабул и в 133 км от Баку. Ближайшая железнодорожная станция — Мугань.
Село находится на высоте 232 метров над уровнем моря, у подножья грязевого вулкана Дагколаны.

## Население
| Численность населения | Численность населения | Численность населения | Численность населения | Численность населения |
| 1886                  | 1911                  | 1987                  | 1999                  | 2009                  |
| --------------------- | --------------------- | --------------------- | --------------------- | --------------------- |
| 203                   | ↗260                  | ↗280                  | ↗424                  | ↗475                  |

В 1886 году в селе проживало 203 человека, все — азербайджанцы, по вероисповеданию — мусульмане-шииты.
По Азербайджанской сельскохозяйственной переписи 1921 года в Кубали-Башир Бекли Удулинского сельского общества Шемахинского уезда Азербайджанской ССР имелось 52 хозяйства и 178 жителей, преимущественно азербайджанские тюрки.
Население преимущественно занимается выращиванием зерна и разведением животных.

## Климат
| Показатель                                                                                         | Янв. | Фев. | Март | Апр. | Май  | Июнь | Июль | Авг. | Сен. | Окт. | Нояб. | Дек. | Год  |
| -------------------------------------------------------------------------------------------------- | ---- | ---- | ---- | ---- | ---- | ---- | ---- | ---- | ---- | ---- | ----- | ---- | ---- |
| Средний суточный максимум, °C                                                                      | 5,0  | 6,3  | 9,7  | 17,5 | 23,0 | 28,0 | 31,3 | 32,4 | 26,1 | 19,7 | 14,9  | 8,2  | 18,8 |
| Средняя температура, °C                                                                            | 2,5  | 3,0  | 5,8  | 12,6 | 17,8 | 22,6 | 25,6 | 25,9 | 21,0 | 15,3 | 11,2  | 4,6  | 14,0 |
| Средний суточный минимум, °C                                                                       | −0,8 | −0,2 | 2,2  | 7,8  | 12,6 | 17,3 | 20,0 | 19,4 | 16,0 | 10,9 | 7,5   | 1,1  | 9,2  |
| Норма осадков, мм                                                                                  | 27   | 28   | 36   | 47   | 37   | 31   | 14   | 12   | 23   | 39   | 31    | 29   | 354  |
| Источник: https://en.climate-data.org/asia/azerbaijan/hac%C4%B1qabul-rayonu/birinci-udullu-956413/ |      |      |      |      |      |      |      |      |      |      |       |      |      |

Среднегодовая температура воздуха в селе составляет +14,0 °C. В селе полупустынный климат.

## Инфраструктура
В советское время близ села велась добыча нефти.
В селе расположены неполная средняя школа, библиотека, медицинский пункт, мечеть.